# Oxalis benjaminii
Oxalis benjaminii är en harsyreväxtart som beskrevs av A. Lourteig. Oxalis benjaminii ingår i släktet oxalisar, och familjen harsyreväxter. Inga underarter finns listade i Catalogue of Life.